# 최정걸 장군 묘
최정걸 장군묘는 대한민국 경기도 안산시 상록구에 있다. 1991년 11월 9일 안산시의 향토유적 제8호로 지정되었다.

## 개요
양주 최씨 시조 억(億)의 12세손으로서 조선인조 15년(1637)에 가선대부 병조참판을 추증(追贈)받았으며 충장(忠壯)의 시호를 받은 충절공신(忠節功臣)이다. 병자호란때 강대한 호세(胡勢)에 눌려 치욕적인 강화(講和)로 기우니 적의 대군 중으로 돌진하여 분전 끝에 장렬하게 전사하였다. 인조는 가선대부병조참판(嘉善大夫兵曹參判)을 추증하고 향리에 예관(禮官)을 보내어 후히 장사지내게 하고 정문(旌門)을 내리며 사패(賜牌), 봉록(俸錄)하였다.